# 德裔智利人
德裔智利人（西班牙語：germanochilenos) 是父母双方或一方有德国血统的智利公民。1846-1914年间，约3万名德国移民来到智利，现在的德裔智利人基本全都是这些人的后代。德意志1848年革命后，移民他国的德国人数量明显增多   。
19世纪中期至今，德裔人口为智利的经济、政治以及文化发展做出了重大贡献。19世纪的德裔移民来到智利后主要定居在智利五大自然区中的南区（西班牙语：Zona Sur）中的阿劳卡尼亚大区、河大区以及湖大区，非正式地理区域“湖区”（主要适用于旅游业）也在上述大区之内。

## 历史

### 西班牙殖民地境内的德意志人
智利历史上第一位留下姓名的德国人是巴托洛梅·布鲁门塔尔（Bartolomé Blumenthal，西班牙语名为巴托洛梅·弗洛雷斯），16世纪时，他跟随西班牙征服者佩德羅·德·巴爾迪維亞来到今智利境内。巴尔迪维亚推翻土著统治后创建了圣地亚哥，也就是今日智利的首都。当地原住民马普切人的多名酋长也遭到巴尔迪维亚拘禁，后者的目的是搞垮土著的社会。1541年9月11日，想要解救酋长的马普切人对圣地亚哥市发动反击，保卫城市的殖民者中就有布鲁门塔尔。
布鲁门塔尔后来为西班牙人经营殖民地出了力，他们曾奋斗过的地方就是今日圣地亚哥首都大区的塔拉甘特省。布鲁门塔尔是这个新殖民地中第一位工程师，他的女婿彼得·利斯珀格（西班牙语名为佩德罗·利斯珀格尔，生于德国沃尔姆斯）在1572年当上了圣地亚哥市长。
另一位德国人约翰·冯·波恩（西语名为胡安·波恩）也是巴尔迪维亚的远征队伍的一员，在1544年奉命建立了拉塞雷纳。

### 19世纪

#### 汉堡和瓦尔帕莱索
1818年，智利从西班牙独立，开始了与更多国家的贸易往来。港口城市瓦尔帕莱索与德国港口城市汉堡建立了密切的通航关系，来自德国的商人经常会在瓦尔帕莱索做生意，有些人就长期定居在这里了。
1838年5月9日，德裔移民在瓦尔帕莱索创办了第一家德国文化机构“瓦尔帕莱索德国俱乐部”，作为德裔居民和游客的聚会场所。德裔人口在俱乐部组织文学、音乐以及戏剧活动，丰富了整个城市的文化生活。一位名叫Aquinas Ried的医生凭借编写歌剧和创作诗歌及戏剧而在城中出了名。俱乐部下属的管弦乐队和合唱团经常表演由当地音乐家创作的乐曲。第一次世界大战期间，德意志帝國海軍东亚舰队在科罗内尔海战中击败英军后在智利海岸短期停留，馬克西米連·馮·斯比上将及其麾下官兵就在瓦尔帕莱索德国俱乐部受到了款待。

#### 开发智利南部
1848年德意志革命爆发时，智利政府曾向德裔移民发出过邀请。此前，德国移民中介Bernhard Eunom Philippi就已经从黑森招来了9个工人家庭。
1845年选择性移民法令出台后，德裔移民开始大量进入智利。智利政府出台这项法案就是为了让更多经济、文化水平较高的移民去开发南部地区，具体来说就是瓦尔迪维亚和蒙特港之间的地区。智利外交官文森特·佩雷斯·罗萨雷斯在时任总统曼努埃尔·蒙特·托雷斯的授权下负责这个移民项目。德国移民的到来振兴了智利经济，也让南部地区改头换面。第一批德裔殖民者的领袖卡尔·安万特（Karl Anwandter，西班牙语名为卡洛斯·安万特）就曾如此宣布他们的目标：
我们会成为吃苦耐劳的智利人，在新祖国与其他国民共同保家卫国，不会比任何其他智利人要差，抵御一切外国势力的压迫，拿出捍卫祖国、家庭以及自身利益的力量，为新祖国谋福祉。绝不让智利为接纳我们而后悔。”——Carlos Anwandter
19世纪早期，瓦尔迪维亚的城市及经济发展相当有限，智利政府为刺激经济发展而开启了重点移民计划，外交官罗萨雷斯全权负责。上千名德裔移民通过这项计划定居瓦尔迪维亚，为当地的农业和工业发展带来了前沿技术与实际知识。一些新移民在瓦尔迪维亚安了家，还有些得到的是未开垦土地，一切都靠他们自己的劳动。
瓦尔迪维亚离海岸不远，坐落在卡耶-卡耶河畔，称她是座德国城也不为过。在城里到处都是德国面孔，店铺招牌上写着德文和西班牙文，城中还有一座很大的德国学校、一座德国人创办的教堂以及很多德国社团。德国人还在这里开了大型制鞋厂，还有必不可少的啤酒厂……——Carl Skottsberg
1848年德意志革命后的十余年里，不少自由派革命难民从德国移民智利。延基韦湖地区的弗魯蒂亞爾、奧克泰港、巴拉斯港、奥索尔诺以及蒙特港等城镇是他们的主要定居地。1900年左右，瓦尔迪维亚已经在德裔移民的帮助下发展为工业重镇，德国人开办的霍夫曼面粉厂以及鲁德洛夫制鞋厂等企业成为了经济支柱。

### 20世纪
到了1930年代中期，瓦尔迪维亚以及奥索尔诺周围的土地基本已被全部开垦。部分德裔移民因此继续向南开发，他們来到了艾森地区的普玉华皮（Puyuhuapi）海峡。

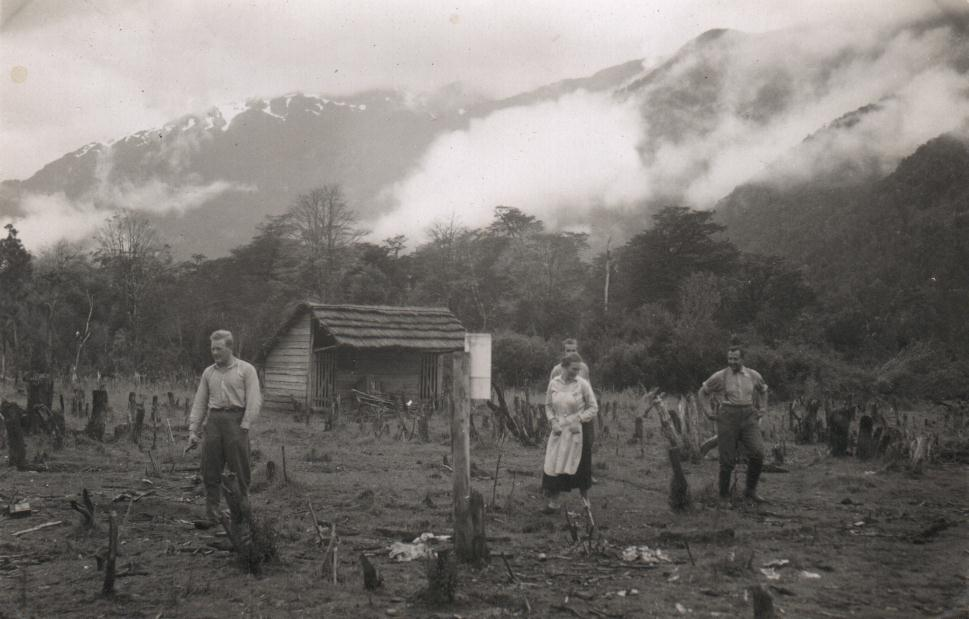
1930年代在伊瓦涅斯将军艾森大区的德國移民

之后，智利迎来了新一批德国移民潮，很多人在圣地亚哥和特木科安了家。不少移民在新国家创办了自己的企业，其中一个例子就是霍斯特·保罗曼（Horst Paulmann）在阿劳卡尼亚大区首府特木科开办的小商店，这个产业后来发展成了桑克萨集团（Cencosud），它是阿劳卡尼亚的一大商业集团。

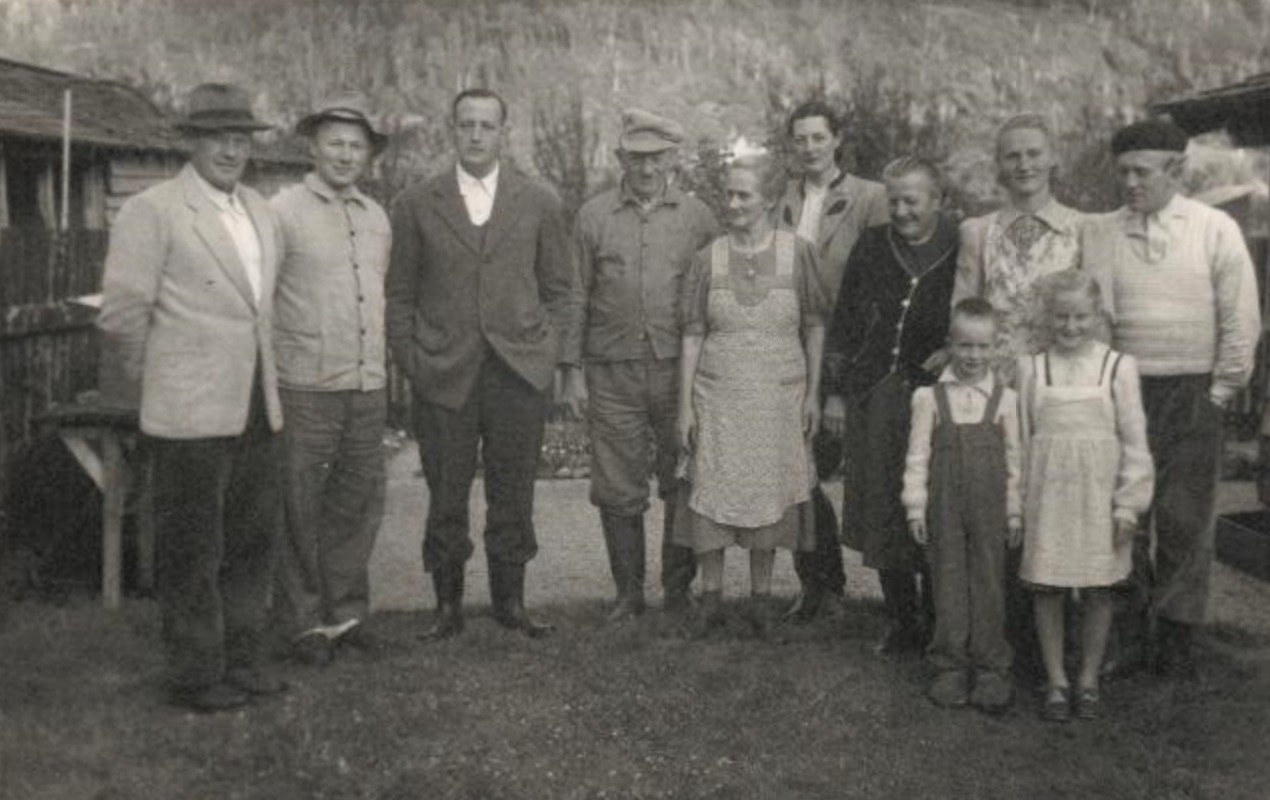
1951年在伊瓦涅斯将军艾森大区的德国移民

在纳粹党于1933年上台前，智利国内就已经出现了一个德裔移民创建的高度纳粹化的青年组织。纳粹德国成立后对德裔智利人群体奉行纳粹化政策，认为他们以及他们的组织是在大西洋对岸扩张纳粹思想的基石。大部分德裔智利人对纳粹德国都持被动支持的态度，智利国内的德国新教信义宗教会也深受纳粹主义影响。德国纳粹党甚至在智利还拥有分部。
二战期间，很多德国犹太人在大屠杀之前及期间逃亡智利。智利电视主持人弗朗西斯科（Don Francisco是他的艺名，原名马里奥·路易斯·克罗伊茨贝格·布鲁门费尔德）以及左翼政客、商人托马斯·赫尔什（Tomás Hirsch）的家庭就是在此期间移民智利的。
第二次世界大战结束后不久，大量前納粹德國官员逃亡南美洲，智利就是目的地国家之一。战犯、党卫队旗隊領袖（相当于国防军上校）瓦尔特·劳夫（Walter Rauff）就是其中之一。马乌莱大区境内的德国人聚居地尊严殖民地的创建者鲍尔·谢弗·施奈德就是一名前德军军医。在尊严殖民地中，大量囚徒遭到非人道待遇。战后逃至智利的纳粹分子的具体人数至今不明。

## 今日的德裔智利人
目前，德裔智利人的具体人口已不得而知，在过去的150年里，很多早期移民都与当地人通婚并逐渐融入了智利社会。据最近的一次人口普查结果，智利国内生活着8000名德国公民。
一项调查研究表明，约有50万智利人拥有德国血统。 
约有2万名智利人会说德语。智利国内也有德语学校、德语报纸和期刊（如<秃鹰>，一家德语周报）。

## 宗教信仰
很多移民智利的德国人都是罗马天主教徒，但也有人把新教信義宗信仰带到了智利。